# Катерина Которська

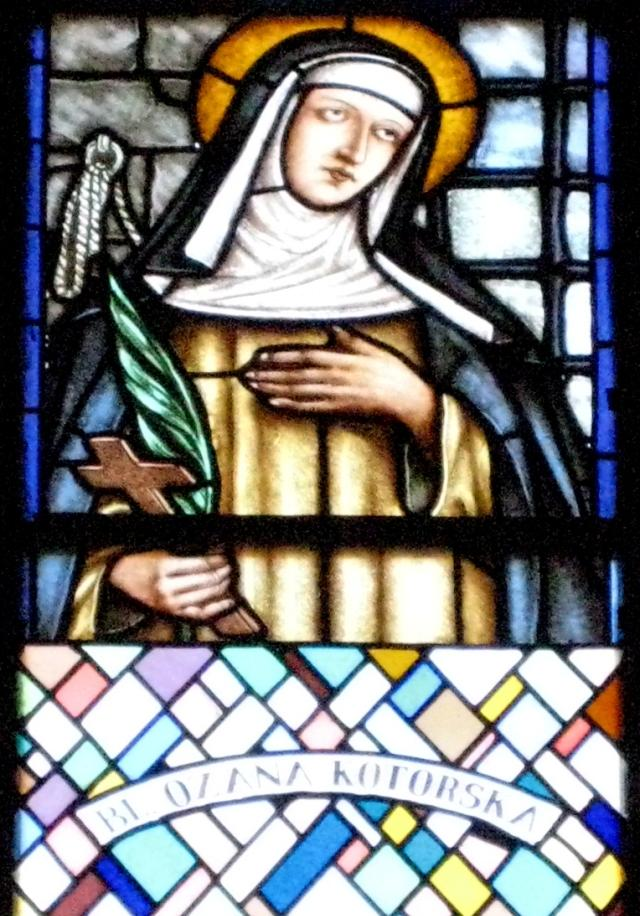

Катерина Которська або Осанна з Котора (25 листопада 1493, князівство Зета — 27 квітня 1565, Котор) — блаженна РКЦ, домініканка-містичка.

## Біографія
Родилась у селі біля Подгориці у родині священика Сербської православної церкви Перо Косича. Її дядько Марко Косич був монахом, єпископом Макарієм Зети. При хрещенні отримала ім'я Іванна. З 12 років вступила до доміканського монастиря, прийнявши при переході у католицьку віру ім'я Катерина. У 19 років принесла обітниці терціянки, прийнявши нове ім'я Осанна, на честь недавно померлої стигматки бл. Осанни з Мантуї. Бачила видіння з дитям Ісусом.
Турецький пірат Хайр ад-Дін Барбаросса 1539 року захопив Герцег-Новий і 9 серпня атакував Котор. Катерина Которська закликала міщан стати до оборони міста і ті витримали декількаденну облогу. Про це нагадує напис на латині міських воротах. Її вважають покровителькою Котора, яка рятувала місто від землетрусів.
Процес беатифікації розпочався 1905 року, беатифікована 1927 року папою Пієм XI. День пам'яті у РКЦ 27 квітня.